# 제시카 사인펠드
제시카 사인펠드(Jessica Seinfeld, 1971년 9월 12일 ~ )는 미국의 작가, 자선가이다.